# Sofia Nabet
Sofia Nabet est une boxeuse française née le 8 décembre 1989 à Chauny.

## Carrière
Sofia Nabet est issue d’une famille de boxeurs. En 2005, elle commença la boxe en s’inscrivant dans le club de son père. Alors âgée de 15 ans, elle s'entraîna pendant près d’un an avant de participer à son premier combat. 
Membre de l’Équipe de France depuis 2015, elle compte une cinquantaine de combats à son actif, à la fois en France et à l’étranger. 
Elle possède huit titres de championne régionale dans trois régions différentes : Picardie (2006, 2007, 2008, 2009), Lyonnais (2010, 2011) et Dauphiné-Savoie (2015 et 2016).  
En 2011, elle est victime d’une très grave blessure qui l’éloigne des rings pendant quatre ans. 
En 2017, elle devient championne de France de boxe amateur dans la catégorie poids plumes. L’année suivante, elle est vice-championne de France en ne s'inclinant qu'en finale contre Mona Mestiaen.
En 2021, elle rejoint le club de boxe anglaise Team Labdouni - US Fontenay. 
Mardi 13 juillet 2021, elle remporte son premier combat en professionnel à Fontenay-sous-Bois, la ville de son nouveau club.
Dimanche 24 avril 2022 elle décroche le titre de championne de France de boxe professionnel des poids légers face à Eva Debacker.
"Ce combat en huit rounds de deux deux minutes a été largement dominé par Sofia Nabet. L’ex boxeuse de l’équipe de France amateurs a survolé le combat pour finalement l’emporter nettement aux points" Extrait de l'article de Actu.fr 
Sofia Nabet ne participera pas aux JO de Paris 2024.

## Vie privée
En parallèle à son activité de sportive, elle intègre le dispositif athlètes SNCF en 2017 en tant qu’agent commercial en Gare du Nord tout comme Bakary Diabira.

## Palmarès

### Championnat de France de boxe amateur
- Championne de France 2017[3]
- Vice-championne de France 2018[4]

### Championnats régionaux
- Championne régionale en Picardie 2006, 2007, 2008 et 2009
- Championne régionale du Lyonnais 2010 et 2011
- Championne régionale du Dauphiné-Savoie 2015 et 2016